# باتريك كوردينغلي
اللواء باتريك أنطوني جون كوردينغلي (بالإنجليزية: Patrick Anthony John Cordingley)‏ (ولد في 6 أكتوبر 1944) ضابط متقاعد من الجيش البريطاني الذي قاد القسم الثاني.

## السيرة العسكرية
تلقى كوردينغلي تعليمه في مدرسة شيربورن وأكاديمية ساندهيرست العسكرية الملكية حيث كان يشغل منصب كبير موظفي مجموعة واترلو. تم تكليفه في حرس إنيسكيلينغ دراغون الملكي الخامس في يونيو 1965. حصل على قيادة لواء المدرع السابع (الفئران الصحراوية) في عام 1988 وكان القائد الذي قاد القوات البريطانية والأمريكية عام 1991 التي تغلبت على الدفاعات العراقية خلال حرب الخليج الثانية. أصبح ضابطا عاما يقود المنطقة الشرقية في عام 1992 وهو ضابط عام يقود الفرقة الثانية في عام 1995 وكبير موظفي خدمات القروض البريطانية إلى عمان في عام 1996 قبل تقاعده في عام 2000.
في عام 1996 نشر كتابا يصف فيه قيادة القوات إلى العراق تحت عنوان «في عين العاصفة» التي ارتفعت إلى أعلى قوائم غير خيالية لأفضل بائع. كان يعارض حرب العراق وكثيرا ما تحدث ضده مشيرا إلى قلقه من أن آلافا من المدنيين سوف يموتون دون داع. كما تحدث كوردينغلي ضد بريطانيا لتجديد رادعها النووي الثلاثي. كان مهتما أيضا في علم الفلك كونه عضوا في الرابطة الفلكية البريطانية من 24 فبراير 1960 إلى حوالي عام 1980 عندما يبدو أنه قد استقال.